# Cuộc vây hãm Metz (1870)
Trong cuộc Chiến tranh Pháp-Phổ (1870 – 1871), hai tập đoàn quân Phổ gồm khoảng 120.000 quân dưới sự thống lĩnh của Thân vương Friedrich Karl vây hãm 180.000 quân Pháp do Thống chế François Bazaine chỉ huy trong hệ thống pháo đài của Metz - thủ phủ vùng Lorraine (Pháp) - từ ngày 19 tháng 8 cho đến ngày 27 tháng 10 năm 1870. Quân Pháp đã tiến hành một số cuộc phá vây, tiêu biểu là trận Noisseville cuối tháng 8 và trận Bellevue đầu tháng 10, nhưng đều bất thành. Tình trạng đói kém và bệnh tật trong hàng ngũ quân Pháp cuối cùng đã dẫn đến sự thất thủ của Metz, khi Bazaine và toàn bộ binh tướng của ông đầu hàng đối phương.

## Cuộc bao vây
Sau khi bị Binh đoàn số 1 của Phổ dưới quyền Thượng tướng Bộ binh Karl Friedrich von Steinmetz và Binh đoàn số 2 của Phổ dưới quyền Thân vương Friedrich Karl đánh bại trong trận Gravelotte đẫm máu ngày 18 tháng 8 năm 1870, thống chế Pháp là Bazaine phải rút toàn bộ Binh đoàn sông Rhin uể oải của mình vào hệ thống pháo đài Metz. Buổi sáng ngày 19 tháng 8, được sự chuẩn y của Vua Wilhelm I, Tổng tham mưu trưởng quân đội Phổ-Đức Helmuth von Moltke ra chỉ thị tách các Quân đoàn Vệ binh, IV và II khỏi Binh đoàn số 2 của Phổ để thành lập Binh đoàn sông Maas do Thái tử Albert của Sachsen chỉ huy, cùng với Binh đoàn số 3 Liên bang Bắc Đức do Thái tử Phổ Friedrich Wilhelm tiến về hướng tây để đánh dứt điểm cánh quân chủ lực thứ hai của Pháp dưới quyền Thống chế Patrice de MacMahon. Tại Metz, Moltke tiến hành phong tỏa Binh đoàn sông Rhin bằng Binh đoàn số 1 do Steinmetz (sau bị thay bằng Thượng tướng Bộ binh Edwin von Manteuffel vào tháng 9) trên hữu ngạn sông Moselle và Binh đoàn số 2 do Friedrich Karl - người được kiêm nhiệm tổng chỉ huy lực lượng vây hãm Metz - trên tả ngạn sông Moselle.
Ngày 21 tháng 8, Hoàng đế Napoléon III cùng Thống chế MacMahon thành lập Binh đoàn Châlons gồm 140.000 lính và 564 cỗ đại bác. Đối mặt với sự xuống dốc niềm tin của dư luận và sự bùng phát của các cuộc bạo động do phe cộng hòa thực hiện, Hoàng hậu Eugénie và Bộ trưởng Chiến tranh Palikao liên tục đánh điện thúc giục Napoléon rằng ông ta không thể dẫn Binh đoàn Châlons về Paris như một vị hoàng đế bại trận, vì điều này sẽ dẫn đến sự sụp đổ hoàn toàn của Đế chế. Trước áp lực của dư luận đòi giải nguy cho Bazaine, cộng thêm áp lực về sự cần thiết của một thắng lợi, MacMahon và Napoléon quyết định hành động. Rời Châlons, họ tiến quân đến Rheims và sau đó đến Montmédy trong một nỗ lực nhằm đi vòng sườn phía bắc của Moltke và giải vây cho Metz từ hướng tây bắc. Không may cho người Pháp, Moltke đã phát giác được cuộc hành quân này vào ngày 25 tháng 8. Sau khi đánh bại Quân đoàn V Pháp trong trận Beaumont ngày 30 tháng 8, Moltke huy động quân chủ lực các Binh đoàn số 3 và Maas hợp vây Binh đoàn Châlons tại Sedan, buộc Napoléon, MacMahon cùng 83.000 quân phải đầu hàng và bị bắt tù binh vào ngày 2 tháng 9.

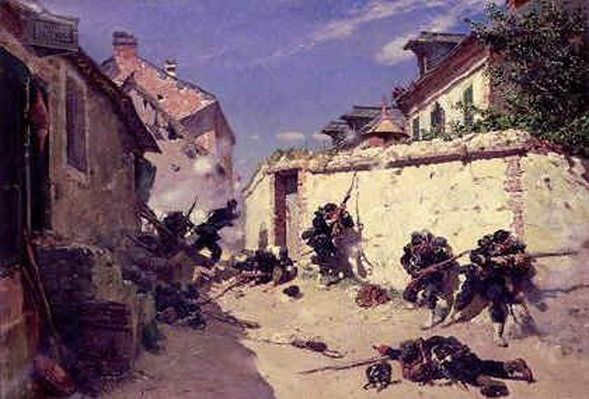
Quân Pháp phòng thủ tại Metz, họa phẩm của Alphonse de Neuville.

Trong khoảng thời gian giữa các trận thảm bại ở Gravelotte và Sedan, Bazaine chỉ tiến hành hai cuộc phá vây duy nhất. Đợt đầu là vào ngày 26 tháng 8, khi viên thống chế hạ lệnh xây thêm hai cây cầu bắc qua sông Moselle để vận chuyển 3 quân đoàn từ tả ngạn sang hữu ngạn sông Moselle. Bazaine dự định tập kết binh lực quanh thành trì St. Julien trước khi giáng mạnh vào các đội quân yếu ớt của Phổ phía đông bắc Metz và tiến ra Thionville trên mạn bắc. Nhưng quân Pháp chỉ mới đẩy lui được một số đơn vị tiền đồn Phổ thì cuộc phá vây đã đổ vỡ và quân Pháp rút trở về Metz. Quan sát trận đánh, Tư lệnh Quân đoàn VI Pháp - Thống chế François Canrobert nhận định thời tiết xấu là một trong những nguyên nhân chủ yếu dẫn đến sự thất bại của trận đột vây này. Mưa gió đã làm chậm bước tiến của người Pháp và đem lại thời gian cho phía Phổ tăng cường phòng ngự. Trong lần đột vây thứ hai (trận Noisseville), Bazaine điều toàn bộ 2 quân đoàn tấn công vài ngàn quân Phổ gần St. Barbe trên tả ngạn sông Moselle chiều ngày 31 tháng 8. Quân Pháp giành được làng Noisseville và một số làng khác. Mặc dù các chỉ huy quân Phổ cố sức chi viện cho lực lượng bị tấn công và các khẩu đại bác của họ gây nhiều thiệt hại cho quân Pháp, phía Pháp vẫn chiếm ưu thế tuyệt đối về quân số. Song trong đêm ấy, Friedrich Karl và các tướng tùy tùng đã gia cố cho các vị trí bị đe dọa bằng lực lượng mạnh. Khi Bazaine tiếp tục tiến công vào ngày 1 tháng 9, Friedrich Karl phát động phản công buộc quân Pháp phải rút vào hệ thống pháo đài Metz.
Tình trạng đói kém đã trở nên trầm trọng trong khắp Metz, nơi mà các khẩu phần ăn uống đã bị cắt đứt từ ngày 4 tháng 9. Khi lượng cỏ khô và yến mạch cho ngựa ăn bị cạn kiệt, Bazaine ra lệnh bón lúa mì cho ngựa. Quyết định này làm lính Pháp không còn bánh mì để ăn và hàng ngày họ buộc phải nuôi sống bản thân chỉ bằng 350 gam thịt ngựa không ướp muối và 1/4 lít rượu vang. Ban đầu các khẩu phần ăn của lính Pháp chỉ đòi hỏi ngựa thồ, nhưng kể từ ngày 9 tháng 9 thì họ giết thịt cả ngựa chiến. Sau khi bác bỏ một kế hoạch đột vây trên hữu ngạn sông Moselle bằng các quân đoàn II, III và VI do "sự ưu việt" của quân Phổ, Bazaine xuống lệnh cho mỗi trung đoàn pháo binh, kỵ binh và mọi đại đội công binh loại 40 con ngựa ra làm thịt. Đến ngày 20 tháng 9, phân nửa số ngựa của Binh đoàn sông Rhin đã bị mổ thịt. 3 ngày sau, để thu nhặt khoai tây, 200 lính Pháp đói ăn đã tấn công các đồn bót quân Phổ trên hữu ngạn sông Moselle nhưng bị giết sạch.
Để vãn hồi tình hình, Bazaine xua 40.000 quân chia làm 2 toán đi lục lọi lương thực dọc theo hai bờ sông Moselle vào ngày 7 tháng 10. Sự kiện này đã dẫn đến sự bùng nổ của trận Bellevue: trong khi pháo Phổ phá tan các xe goòng của Pháp, bộ binh Phổ từ trong các chiến hào đã giương các khẩu Chassepot mà họ thu được trong trận Sedan để xả đạn hàng loạt vào hàng ngũ quân Pháp. Khoảng 2.000 quân Pháp đã bị loại khỏi vòng chiến. Số quân Pháp còn lại cố lùng sục thức ăn trong các ngôi làng, ăn bất kỳ cái gì mà họ có thể tìm thấy rồi rút về. Do mục đích duy nhất của mình là phong tỏa Metz cho đến khi quân Pháp cạn sạch tiếp tế, quân Phổ không hề truy kích. Một số toán tản binh Pháp do đi quá xa nên đã bị lính thương kỵ binh Phổ bắt về tổng hành dinh để tra hỏi. Những tù binh "gầy gò và ốm yếu" này đã kể cho người Phổ nghe về một đội quân trú phòng đuối sức, đang đói meo và đổ bệnh do hàng ngày ăn thịt ngựa và uống nước bẩn sông Moselle.
Trong thời điểm ngày 10 tháng 10 năm 1870, đã có đến 19.000 thương binh và bệnh binh Pháp nằm chật các quân y viện tại Metz. Các dịch bệnh sốt phát ban và đậu mùa hoành hành khắp thành phố. Niềm tin "Metz bất khả chiến bại" (Metz l'invincible) chết dần trong tâm trí của người Pháp. Bên trong các pháo đài, tinh thần chiến đấu của binh sĩ Pháp đã suy sụp đến mức họ không muốn bắn vào những lính Phổ lọt vào tầm bắn của họ. Trong vùng bắn của quân Pháp, các đoàn xe tiếp tế của Phổ tha hồ cung cấp thức ăn và nước uống cho lực lượng vây hãm. Thêm vào đó, kể từ sau chiến thắng Noisseville, Friedrich Karl đã dốc sức củng cố vòng vây của mình. Ông bài trí tất cả các lực lượng của mình trong một hệ thống chiến hào nằm ngay ngoài tầm bắn của pháo Pháp và luôn sẵn sàng đập tan bất kỳ một cuộc đột vây nào của đối phương. Tình hình Binh đoàn sông Rhin từ tồi tệ đã chuyển sang tuyệt vọng.
Thời tiết Lorraine vào tháng 10 rất lạnh và ẩm ướt, có mưa đều. Trong các chiến hào Phổ, những người lính phải lội bì bõm qua vũng bùn sâu đến đầu gối, ráng núp tránh trận gió bắc thổi tốc mái các ngôi nhà và làm dấy lên một cơn dịch lao phổi gây chết hàng trăm quân Phổ. Dịch kiết lỵ cũng lan tràn trong hàng ngũ quân Pháp và số lính Pháp nhiễm bệnh lên đến hàng ngàn người. Giờ đây, những bức trường thành của Metz và các pháo đài lân cận đã bị đốm bẩn bằng những graffiti bài xích Bazaine, trong đó một số được tô vào buổi tối và một số được tô ngay trong buổi sáng. Bản thân Bazaine cũng gây suy sụp tinh thần quân lực bằng những bản thông cáo hàng ngày của ông về "các cứ điểm không thể lay chuyển" (redoutes impregnables) của quân Phổ. Kể từ tuần thứ ba của tháng 10 năm 1870, các đơn vị tiền đồn Phổ được lệnh mỗi ngày chỉ cho phép một số ít quân Pháp đào ngũ, số lính đào ngũ còn lại sẽ bị bắn và đuổi vào Metz. Những binh sĩ Pháp thoát được khỏi pháo đài đều sung sướng và ăn lấy ăn để phần lương thực mà quân Phổ cung cấp cho họ.

### Metz thất thủ
Vào ngày 24 tháng 10 năm 1870, trong một hội đồng chiến tranh, bộ chỉ huy quân Pháp nhận định việc tiến hành đàm phán với bộ tư lệnh lực lượng vây hãm Metz là hết sức cần thiết. Trên vòng đàm phán, phía Phổ bác bỏ mọi yêu cầu nương tay và cương quyết đòi hỏi pháo đài phải đầu hàng và Binh đoàn sông Rhin phải rời pháo đài trên tư cách là tù binh. Cuối cùng, một văn kiện đã được ký kết theo những điều khoản của người Phổ vào đêm ngày 27 tháng 10. Hôm sau, Bazaine lệnh cho các trung đoàn của mình đặt mọi hiệu kỳ và quân kỳ tại kho vũ khí Metz để giao nộp cho quân Phổ. Hành động này gây tranh cãi gay gắt vì mọi đơn vị quân Pháp đều muốn đốt các lá cờ thay vì nộp cho kẻ địch lên mặt khoe khoang trong các cung điện và nhà thờ đồn binh của họ.
Buổi sáng ngày 29 tháng 10, những ngọn cờ Phổ tung bay trên các thành lũy của Metz. Khoảng 13h, hàng binh Binh đoàn sông Rhin di chuyển theo 6 ngã đường sang chiến tuyến quân Phổ. Tại mỗi vị trí được quy định, một quân đoàn Phổ tiến hành thu nhận tù binh - những người ngay lập tức được đưa vào các lều trại đã được chuẩn bị trước và được tiếp tế lương thực. Sau khi giao nộp binh lính của mình cho quân Phổ giải về Đức, các sĩ quan Pháp được phép giữ bảo kiếm và trở về pháo đài Metz, nơi họ sớm được người Phổ cung cấp thức ăn nước uống. Điều này đã làm cho nhiều lính Pháp phẫn nộ vì tin rằng các cấp trên đã "bán đứng" mình.
Bazaine - Tổng tư lệnh Binh đoàn sông Rhin bại trận - rời Metz đi Kassel, thuộc Bắc Đức, để chịu sự giam cầm của người Phổ. Vì hành động đầu hàng quân Phổ, về sau ông bị Pháp lên án là phản quốc và bị kết án tử hình. Ông được Tổng thống Pháp là Patrice de MacMahon, một người bạn của ông, giảm án thành tù chung thân và bị đày ra giữa Địa Trung Hải.

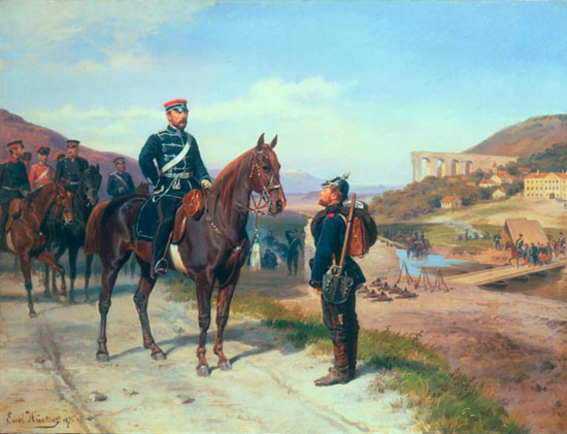
Không lâu sau chiến thắng Metz, Thân vương Friedrich Karl được lãnh hàm Thống chế. Ông là một trong những vương thân đầu tiên của vương tộc Phổ được phong cấp bậc cao quý này.

Trong ngày hôm ấy, Lữ đoàn số 26 Phổ đã tiến vào tiếp quản Metz. Thành phố không bị hư hại, nhưng tình trạng của các doanh trại đã cho thấy những gì mà binh sĩ hai phe phải hứng chịu trong suốt cuộc vây hãm vừa qua.
Trận bao vây Metz đã đem lại cho quân Phổ tổn thất đến 240 sĩ quan và 5.500 binh lính chết hay bị thương. Đổi lại, họ bắt được một lượng tù binh khổng lồ gồm 6.000 sĩ quan và 167.000 binh lính. Con số này chỉ bị vượt mức trong các trận hợp vây thời Chiến tranh thế giới thứ hai. Thêm vào đó, quân Phổ cũng thu được 56 quân kỳ, 622 pháo dã chiến và 876 pháo trong thành, 72 súng máy mitrailleuse và 260.000 súng trường. Sử gia thế kỷ 19 G. L. M. Strauss đã đánh giá cuộc đầu hàng của Metz là "một cuộc đầu hàng độc đáo trong những trang lịch sử", do, khác với Sedan và Paris, quân Pháp tại Metz chiếm ưu thế quân số so với lực lượng vây hãm Phổ.
Hàng binh Pháp được vận chuyển theo đường Trèves và Saarbrücken dưới sự hộ tống của một số tiểu đoàn vệ binh quốc gia Phổ. Sau khi giải hết tù binh về Đức, các tiểu đoàn vệ binh quốc gia này sẽ tiếp tục làm nhiệm vụ quản thúc tù binh chứ không trở lại tham chiến ở Pháp.
Với các cuộc đầu hàng của Binh đoàn Châlons tại Sedan và Binh đoàn sông Rhin tại Metz, người Phổ giờ đã bắt được toàn bộ quân đội Pháp trước chiến tranh. Nói như lời đùa đầy ảm đạm của thị dân Paris,"cuối cùng thì Bazaine và MacMahon đã hội quân". Sự thất thủ của Metz cũng tạo cho các Binh đoàn số 1 và số 2 Phổ rảnh tay để đối phó với lực lượng Pháp trên các mặt trận khác. Sau khi nhận định tình hình thuận lợi, Bộ Tổng chỉ huy quân Phổ tại Versailles phát lệnh cho tướng von Manteuffel kéo quân chủ lực Binh đoàn số 1 vào miền Compiègne và yểm trợ lực lượng vây hãm Paris trên mạn bắc. Đồng thời, Manteuffel còn phải chia quân đóng giữ Metz và tiến hành bao vây các pháo đài Thionville và Montmédy. Về phần mình, Friedrich Karl được lệnh đem Binh đoàn số 2 đến khu vực ven sông Loire, nơi chính phủ Cộng hòa Pháp non trẻ đã thành lập một đạo quân lớn để duy trì sự kháng cự của mình.